# Балкански ромски језик
Балкански ромски или балкански цигански је специфичан невлашки дијалект ромског језика којим говоре Роми на Балкану. Један је од седам ромских језика којим говори 709.570 људи на подручју Албаније, Босне и Херцеговине, Бугарске, Грчке, Северне Македоније , Србије, Словеније, Турске итд. Балкански ромски језик је типично усмени језик. Већина балканскоромских говорника живи на подручју Бугарске (371.000) и Србије (120.000).

## Групе и дијалекти
| Подгрупа         | Дијалект               | Место                                       |
| ---------------- | ---------------------- | ------------------------------------------- |
| јужнобалкански   | Призренски             | Косово и Метохија                           |
|                  | Арлијски               | Грчка, Албанија, Северна Македонија, Србија |
|                  | Прилепски              | Северна Македонија                          |
|                  | Киримитика             | Русија/Украјина                             |
|                  | Софијско-ерлијски      | Софија                                      |
|                  | Заргари                | Иран                                        |
|                  | Сепечи                 | северна Грчка, западна Тракија              |
|                  | Румелијски             | европски део Турске , источни део Румуније  |
| севернобалкански | Бугурџијски            | Северна Македонија, Србија                  |
|                  | Разградско-дриндарски  | северно-источна Бугарска                    |
|                  | Пазарџичко-калајџијски | Бугарска, Северна Македонија и Србија       |

## Примери
| балканскоромски (бугурџиски) | српски            |
| ---------------------------- | ----------------- |
| Laccho to dive               | Добар дан         |
| Laccho ti avin               | Добро јутро       |
| Lacchi ti rat                | Лаку ноћ          |
| Sar isi to anav?             | Како се ти зовеш? |
| Mo anav isi Elvis            | Ја се зовем Елвис |